# ヴェネツィア派
ヴェネツィア派（ヴェネツィアは）は、ルネサンス時代、特に15世紀後半から16世紀にかけてヴェネツィア共和国とその周辺で活躍した美術の流派。絵画、彫刻、建築など様々な分野でその特徴は見受けられるが、一般的には絵画の流派を指す。絵画においてはデッサンを重視したフィレンツェ派とは異なり、画面の色を使って構築し、流動的で詩的な雰囲気で人間の感覚に直接訴えかける効果を追求した。

## 背景

ヤーコポ・デ・バルバリによる1500年のヴェネツィア（ヴェネツィア景観図）

中世期においてイタリアでは当時都市国家が多く形成され、お互いに競い合っていた。そのため、地方によって大きく異なる芸術の流派が形成された。フィレンツェを中心とした中部・北イタリアではイタリア・ルネサンス美術は主に展開し、ローマと同様盛期ルネサンスの舞台として繁栄を極めていた。一方、当時ヴェネツィアは東方貿易によって富を得ており、それをきっかけにトスカーナとは異なる新たな芸術の形が形成された。15世紀に入ってから内陸へ進出し、トスカーナ美術と合流した。初めは国際ゴシック美術が入り、後にフィレンツェ派の新様式がもたらされた。それに伴い、ヴェネツィアではフィレンツェの芸術に対する反論が生まれ、ティツィアーノを筆頭とした芸術理論が持ち上がったといわれる。ヴァザーリは『美術家列伝』第二版でヴェネツィア派は自発的に生まれたものでなく、レオナルド・ダ・ヴィンチの影響下で生まれたものであるとし、実際1500年初頭に短期間でレオナルドがヴェネツィアを訪問したことが明らかとなっている。他方、ヴェネツィアの領土には当時パドヴァ、ヴィチェンツァ、ヴェローナ、プレジア、ベルガモといった都市が含まれ、ヴェネツィア派とは異なる独自の伝統にのっとった絵画様式が形成された。
18世紀のヴェネツィアは造形文化、音楽、演劇の再生などの普及とグランド・ツアーの特権化されるなどの魅力を持つ一方で政治状況はより悪化していた。スペインとハプスブルク王朝の脅威に晒されたことが要因に挙げられる。1718年にパッサロヴィッツの講和によってパドヴァ、ヴィチェンツァ、ヴェローナ、プレーシャ、ベルガモ、クレーマ、ポレージネ地方、トレヴィーゾの辺境地帯であるベッルーノとカドーレ、ダルマチアとその周辺諸島を領有した。モレアは失ったが大部分の領土は残り、1722年の全体人口は450万人に達していた。しかし経済状況はさらに悪化しており、アメリカ大陸の発見によって内陸部の農業から得られるものだけが収入となっていた。一方で公債も1740年には8000万ドゥカーティに達していたものの、その浪費は止まなかった。それらの現実への対処法を持たなかったヴェネツィア共和国は、芸術を振興し娯楽を提供することで、それらの問題から目を逸らし続けた。演劇や教会音楽の発達もこの頃起きたが、一方で貴族の負債も増額していった。それに対して異議を唱えようとした者たちは沈黙と断罪を余儀なくされた。この頃は建築は都市計画のデザインが完成されていたため、そこまで大規模なものは行われなかった。彫刻は力が入れられたものの、この時代に一番勢力的だったのは絵画である。特にこの時代は絵画の分野における専門化が進んだ。例として都市の神話、年代記や史実描写、風景画、奇想画、都市景観画、風俗画などが挙げられる。

### ヴェネツィアの人々
ヴェネツィアは初めから移民の街であった。イタリア全土もしくはアドリア海域からきた人々が有力な一族を築き、美術のパトロンとして影響を及ぼした。従ってヴェネツィア派の画家たちはヴェネツィア出身の人間とは限らず、当時発展していた芸術があったヴェネツィアに周辺諸国から集まったものと考えられている。しかし、ヴェネツィアは伝統的に、突出した個性を嫌う傾向があり、ヴェネツィアに同化しきれない個性を持つ画家はヴェネツィアを出ていくこととなった。例としてカルロ・クリヴェッリや、ロレンツォ・ロットが挙げられる。

## 概要

### ベリーニ 父子の影響
ヴェネツィア派の中核となったのはベリーニ親子の工房である。 ヤーコポ・ベリーニ は 国際ゴシック様式 に属する画家であったが、 透視図法 の実験にも関心を寄せた。それは息子たちに技術を教えただけではなく、娘婿 マンテーニャから写実主義を取り入れて発展の基礎を築いた。息子 ジェンティーレ・ベリーニは後に ティントレット、 ヴェロネーゼらに引き継がれる カンヴァスを繋ぎ合わせて油彩大画面に仕立て上げる壁画的な大画面形式の確立に貢献した。これは フランドル絵画で今まで板に描かれていた油彩画の在り方を変えた。また彼は肖像画家、壮大な風俗的群像表現に優れた。 ヴィットーレ・カルパッチョはこのジェンティーレの弟子筋に当たる。彼において絵画の主題はさらに世俗化した。15世紀になると ジョヴァンニ・ベリーニによってヴェネツィア派の絵画は新たな展開を見せた。清冽な抒情性と人生の穏やかな観照は自然と人間との親密な関わり合いや自然の光の表現によって達成された。これらには ピエロ・デラ・フランチェスカや アントネロ・ダ・メッシーナらが大きく貢献している。またこれらの主題は風景画家としても優れていたジョヴァンニの手によって、伝統的なモチーフはそのままになごやかなピクニック的情景に変えた「田楽の奏楽」のような野外遊楽図の原型となった。16世紀ヴェネツィア派を担う ジョルジョーネ、 ティツィアーノらは彼の影響を受けている。

### 初期ルネサンス

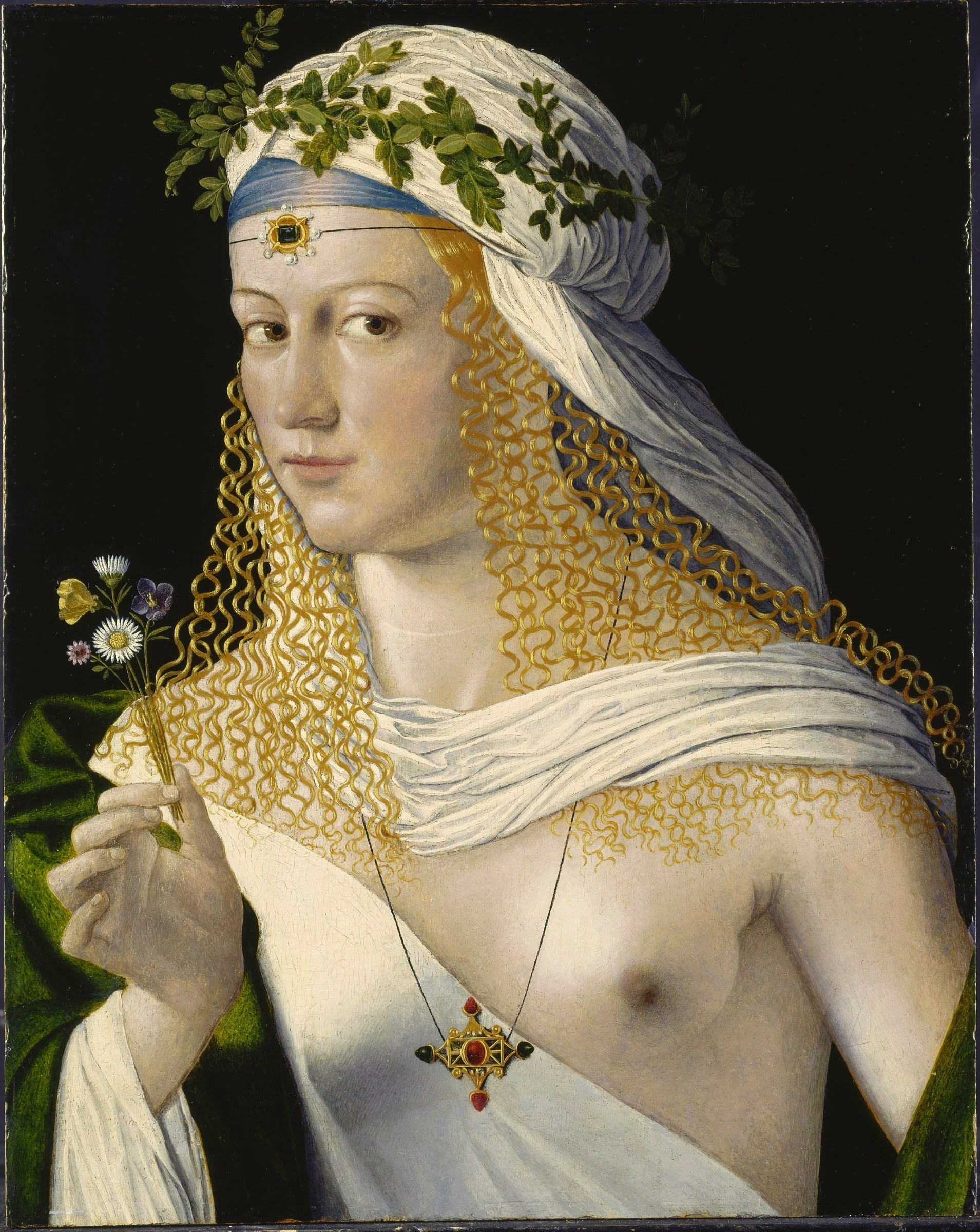
フローラ(女性理想像)（バルトロメオ・ヴェネトの作品）。当時のヴェネツィアにおける高級娼婦の姿を描き出したものと考えられているが、なぜこれがルクレツィア・ボルジアと考えられたかは不明。

## 絵画の特徴

### 盛期ルネサンス
ティツィアーノによって下塗りされたキャンバスの上に最初から絵具で描くやり方も使われるようになった。これは構図の大幅な変化や動きを生み出す効果を与えた。そのようなことから、ティツィアーノが油彩画の可能性を一代で極めてしまったとも言われる。
流動的な形
フィレンツェ派が遠近法や線の曖昧さの排除によって正確な形を捕え、平面の上で立体を表現し、そこから人間中心主義を絵画の中で発揮しようとしたことに対し、ヴェネツィア派の絵画は流動的な形や線の曖昧さで人物を他の物と等しく、空間の構成要素として全体の脈絡を保たせた。
色彩的な絵画
光の投射による明暗諧調を色彩で表現し、色彩は絵画の伝統の誕生のきっかけとなった。これはラヴェンナのモザイク技術やビザンティンのイコンなどの色彩の影響もみられる。
題材の選択
フィレンツェ派と比べて多々違いがあるが、いくつかの特徴を以下に列挙する。
- 肖像画[12]

イエス・キリストを自らになぞらえたものなどが挙げられる。これは彼らのナルシシズムが影響していると考えられている。
- 難解なアレゴリーを含む神話画[12]

例として、当時富裕になったヴェネツィアでは人口が増加し、それによってコルティジャーナと呼ばれる高級娼婦たちが増えることとなった。彼女たちもまた画家のモデルとなり、ローマ神話の神々に例えられて描かれた。
- 風景画

画面そのものを環境自然として、人物や物語を中心から外している。
- 画材の選択

ヴェネツィア地方では湿気が多いためフレスコが使えない。そのため、キャンバスを壁に貼り付ける方法が使われた。また、あるエッセイストはこれが切っ掛けでティツィアーノは油絵の導入を行ったとしている。油彩絵具の導入によって試行錯誤を重ねながら制作することが可能となったが、一方で研究者にとっては主題の特定を困難にするという問題も発生した。

## 素描の特徴
ヴェネツィアでは他のイタリア諸国と比べて、素描が重視される割合が少なかった。そのため大部分のヴェネツィア派によるデッサンは、今日の巨大な美術館でも残っていないことが多い。特定の絵画の準備制作に捕らわれないヴェネツィア派は、最初からキャンヴァスに油彩具で描くこともあるが、素描するケースも存在する。その際は絵画的効果を追求することに特化しており、砕けた形状や陰影と明暗、詳細より場の空気を描くことに重点を置いている。
具体例として取り上げられるものを以下に列挙する。
灰色を帯びた青く染めた紙
ヴェネツィアの製図師たちによって一般化された。前述した効果に適応している。これによってペンとインクとブラシによる詳細なデッサンが描かれるようになった。
木炭
白と黒のチョーク
紙より後に受け入れられ、特に黒いチョークは幅広い表現力と陰影の強度が表現できるようになった。

## 建築の特徴
10-11世紀にヴェネツィアでは、地階（一階）に商品の保管庫と商業設備、上階（必要であれば中二階と主要となる二階）に家族、使用人の居住機能を持つ建築構造が明確となった。これらは古代ローマの別荘建築やビザンティン帝国の伝統的な形式に由来する。これは9世紀初頭から建造が始まったサン・マルコ聖堂でも見られ、北イタリアの聖堂プランに見られるバシリカ式かラテン十字形という一般論とは異なり、ビザンティン建築の形式を直接受け継いだギリシア十字形を採用している。これはコンスタンティノープルの聖使徒聖堂をモデルとしてギリシア人建築家によって建造されたからである。この形式は、長い期間根本的な構造の変化がなかった。その上家の中は木の壁と叩いた土の床から成るという、貧弱かつ不安定な土台であった。13-15世紀はゴシック建築を組み替えた独特の建築が成立した。以下に特徴を記載する。
- 尖頭系の窓
- 空中回廊
- 白い大理石の外階段
- 井戸のある中庭

後の時代に建築物を建てる空間が残らず、16-18世紀は既存の建物の再建、改築、改修などが行われるようになった。

## ヴェネツィア派画家の一覧
- ヤーコポ・ベリーニ
- ジェンティーレ・ベリーニ
- ジョヴァンニ・ベリーニ
- ヴィットーレ・カルパッチョ
- チーマ・ダ・コネリアーノ
- セバスティアーノ・デル・ピオンボ

### 盛期ルネサンス
- ティツィアーノ
- ジョルジョーネ
- ティントレット
- パオロ・ヴェロネーゼ

### 18世紀
- セバスティアーノ・リッチ
- ロザルバ・カッリエーラ
- アントーニオ・ペッレグリーニ
- ジャンバッティスタ・ピアッツェッタ
- ジャンバッティスタ・ティエポロ
- ルカ・カルレヴァリス
- アントーニオ・カナール
- カナレット
- ベルナルド・ベッロット
- フランチェスコ・グアルディ
- ニコラ・グラッシ
- ジュゼッペ・ノガーリ（英語版）
- アレッサンドロ・ロンギ
- ピエトロ・ロンギ

## ヴェネツィア派建築家一覧
- ピエトロ・ロンバルド
- トゥッリオ・ロンバルド（英語版）
- マウロ・コドゥッシ（イタリア語版）
- アントニオ・リッツォ（イタリア語版）
- ヤーコポ・サンソヴィーノ
- アレッサンドロ・ヴィットーリア（英語版）
- ティツィアーノ・アスペッティ（英語版）
- パッラーディオ
- ヴィンチェンツォ・スカモッツィ
- アンドレア・ティラーリ（英語版）
- アントーニオ・スカルファロット（イタリア語版）
- アントーニオ・ガスパリ（英語版）
- ドメニコ・ロッシ（英語版）
- トンマーゾ・テマンツァ（英語版）
- ジョルジョ・マッサリ（英語版）
- アントーニオ・セルヴァ（英語版）

## ヴェネツィア派彫刻家一覧
- ジョヴァンニ・マルキオーニ
- ジャン・マリア・モルライテル
- アントニオ・カノーヴァ
- トゥッリオ・ロンバルド（英語版）
- アントニオ・ロンバルド

## 建築物一覧
- サン・マルコ寺院
- レデントーレ教会
- サン・ジョルジョ・マッジョーレ教会
- ズィテッレ教会
- サン・ピエトロ教会

### バロック時代の建造物
- サルーテ教会
- スカルツィ教会
- ジェズイーティ教会
- サンタ・マリア・デル・ジーリオ教会
- モイゼ教会
- ペーザロ館
- ボン＝レッツオーニコ館
- ピザーニ館
- ラビア館

### 18世紀の建造物
- ヴィッラ

## 建築に関する文献
- 『建築四書』

## ヴェネツィア派の批評家
- ロドヴィーコ・ドルチェ

『絵画問答』の執筆者。本書は反宗教改革視点の絵画の擁護、マニエリスムへの批判、ヴェネツィア絵画とそれを代表する画家であるティツィアーノへの賞賛、フィレンツェ派（特にミケランジェロ）を擁護したヴァザーリの『美術家列伝』への批判を目的としている。当時から皮肉な著述家として有名だったピエトロ・アレティーノとミケランジェロを盲信するトスカーナ出身の文法学者ファブリーニとの対談によって構成される。本書の出版によりヴァザーリは『美術家列伝』の改版でティツィアーノについて取り上げ、さらにミケランジェロを擁護するという動きを見せた。
- マルコ・ボスキーニ